# Tabanus barclayi
Tabanus barclayi är en tvåvingeart som beskrevs av Austen 1912. Tabanus barclayi ingår i släktet Tabanus och familjen bromsar. Inga underarter finns listade i Catalogue of Life.